# Eleição municipal de Pelotas em 2008
A eleição municipal da cidade brasileira de Pelotas em 2008, ocorreu em 5 de outubro de 2008 e elegeu um prefeito, um vice-prefeito e quinze vereadores.
Nove candidatos participaram da eleição, incluindo o atual prefeito Fetter Júnior do PP. No primeiro turno nenhum candidato a cargo majoritário alcançou a maioria absoluta de votos. O prefeito Fetter ficou com 33,36% dos votos e quase empatado ficou Fernando Marroni, do PT, com 33,71% dos votos.
O segundo turno aconteceu no dia 26 de outubro de 2008 e Fetter Júnior foi reeleito com 56,72% dos votos.
Entre os vereadores eleitos, José Sinzenando, do PPS, foi o que recebeu mais votos com um total de 8.489 votos.
Com uma população de 339.934 mil hab.e 234.373 eleitores, o candidato Fetter Júnior do PP foi reeleito em Pelotas-RS. A disputa no segundo turno foi com Fernando Marroni, que ficou com 33,71% contra 33,36% do outro candidato. Marroni é do PT e Fetter Jr do PP, e foi vereador pela primeira vez em 1982. Em 2006, passa de vice da chapa de Bernardo de Souza, para prefeito. O candidato Fetter reverteu a derrota do primeiro turno.

## Candidatos
|  | Nº | Candidato(a) a prefeito | Candidato(a) a prefeito                              | Candidato(a) a vice-prefeito | Candidato(a) a vice-prefeito                            | Coligação |
|  | -- | ----------------------- | ---------------------------------------------------- | ---------------------------- | ------------------------------------------------------- | --- |
|  | 11 |                         | Fetter Júnior (PP) Adolfo Antônio Fetter Júnior      |                              | Fabrício Tavares (PTB) Fabrício Ckless Tavares da Silva | Pelotas em Boas Mãos - Partido Progressista (PP) - Partido Trabalhista Brasileiro (PTB) - Partido Popular Socialista (PPS) - Partido Republicano Brasileiro (PRB) - Partido da República (PR)                                                                  |
|  | 12 |                         | Anselmo Rodrigues (PDT) José Anselmo Rodrigues       |                              | Adriane Rodrigues (PDT) Adriane Garcia Rodrigues        | Sem coligação - Partido Democrático Trabalhista (PDT) |
|  | 13 |                         | Fernando Marroni (PT) Fernando Stephan Marroni       |                              | Otávio Soares (PSB) Otávio Martins Soares               | Frente Popular - Partido dos Trabalhadores (PT) - Partido Socialista Brasileiro (PSB) - Partido Comunista do Brasil (PCdoB) |
|  | 25 |                         | Matteo Chiarelli (DEM) Matteo Rota Chiarelli         |                              | Fabrício Matiello (PMDB) Fabrício Zamprogna Matiello    | Unidos pela Mudança - Democratas (DEM) - Partido do Movimento Democrático Brasileiro (PMDB) |
|  | 28 |                         | Jesus Ribeiro (PRTB) Jesus Alberto Lopes Ribeiro     |                              | Sandro Lacau (PRTB) Sandro Ricardo Lacau de Macedo      | Sem coligação - Partido Renovador Trabalhista Brasileiro (PRTB) |
|  | 33 |                         | Alexandre Nunes (PMN) Alexandre Luís de Souza Nunes  |                              | Ana Cristina (PMN) Ana Cristina Delgado Madeira         | Sem coligação - Partido da Mobilização Nacional (PMN) |
|  | 43 |                         | Rejane Medeiros (PV) Maria Rejane Medeiros Terres    |                              | Nereu Morales (PV) Nereu Jorge Diniz Morales            | Sem coligação - Partido Verde (PV) |
|  | 45 |                         | Gilberto Cunha (PSDB) Gilberto Teixeira da Cunha     |                              | Iracema Ozelame (PSDB) Iracema Tomazini Ozelame         | Aliança com o Povo - Partido da Social Democracia Brasileira (PSDB) - Partido Trabalhista Cristão (PTC) - Partido Trabalhista Nacional (PTN) - Partido Humanista da Solidariedade (PHS) - Partido Trabalhista do Brasil (PTdoB) - Partido Social Cristão (PSC) |
|  | 50 |                         | Luiz Carlos Lucas (PSOL) Luiz Carlos Gonçalves Lucas |                              | Jurandir Silva (PSOL) Jurandir Buchweitz e Silva        | Sem coligação - Partido Socialismo e Liberdade (PSOL) |

## Eleições

### Prefeitura
| Candidato(a)             | Vice                     | 1º Turno 5 de outubro de 2008 | 1º Turno 5 de outubro de 2008 | 2º Turno 26 de outubro de 2008 | 2º Turno 26 de outubro de 2008 |
| Candidato(a)             | Vice                     | Votação                       | Votação                       | Votação                        | Votação                        |
| Candidato(a)             | Vice                     | Total                         | Porcentagem                   | Total                          | Porcentagem                    |
| ------------------------ | ------------------------ | ----------------------------- | ----------------------------- | ------------------------------ | ------------------------------ |
| Fetter Júnior (PP)       | Fabrício Tavares (PTB)   | 64.461                        | 33,37%                        | 109.011                        | 56,72%                         |
| Fernando Marroni (PT)    | Otávio Soares (PSB)      | 65.125                        | 33.71%                        | 83.193                         | 43,28%                         |
| Matteo Chiarelli (DEM)   | Fabrício Matiello (PMDB) | 31.028                        | 16,06%                        | Não participaram               | Não participaram               |
| Anselmo Rodrigues (PDT)  | Adriane Rodrigues (PDT)  | 22.676                        | 11,74%                        | Não participaram               | Não participaram               |
| Gilberto Cunha (PSDB)    | Iracema Ozelame (PSDB)   | 5.380                         | 2,78%                         | Não participaram               | Não participaram               |
| Luiz Carlos Lucas (PSOL) | Jurandir Silva (PSOL)    | 2.962                         | 1,53%                         | Não participaram               | Não participaram               |
| Rejane Medeiros (PV)     | Nereu Morales (PV)       | 888                           | 0,46%                         | Não participaram               | Não participaram               |
| Alexandre Nunes (PMN)    | Ana Cristina (PMN)       | 408                           | 0,21%                         | Não participaram               | Não participaram               |
| Jesus Ribeiro (PRTB)     | Sandro Lacau (PRTB)      | 265                           | 0,14%                         | Não participaram               | Não participaram               |
| Total de votos válidos   | Total de votos válidos   | 193.193                       | 100,00%                       | 192.204                        | 100,00%                        |
| Votos apurados           |                          |                               |                               |                                |                                |
| Votos válidos            | Votos válidos            | 193.193                       | 94,32%                        | 192.204                        | 95,87%                         |
| Votos em branco          | Votos em branco          | 5.456                         | 2,66%                         | 3.668                          | 1,83%                          |
| Votos nulos              | Votos nulos              | 6.184                         | 3,02%                         | 4.607                          | 2,30%                          |
| Total de votos apurados  | Total de votos apurados  | 204.833                       | 100,00%                       | 200.479                        | 100,00%                        |
| Eleitores                |                          |                               |                               |                                |                                |
| Comparecimento           | Comparecimento           | 204.833                       | 84,22%                        | 200.479                        | 82,43%                         |
| Abstenções               | Abstenções               | 38.383                        | 15,78%                        | 42.737                         | 17,57%                         |
| Total de eleitores       | Total de eleitores       | 243.216                       | 100,00%                       | 243.216                        | 100,00%                        |
| Total de seções: 695     |                          |                               |                               |                                |                                |

### Câmara Municipal

#### Resumo
| Resumo (por coligação e partido)    | Resumo (por coligação e partido)      | Resumo (por coligação e partido) | Resumo (por coligação e partido) | Resumo (por coligação e partido) | Resumo (por coligação e partido) | Resumo (por coligação e partido) |
| Coligações / Partidos Independentes | Coligações / Partidos Independentes   | Votos                            | %                                | %                                | Vereadores                       | Vereadores                       |
| ----------------------------------- | ------------------------------------- | -------------------------------- | -------------------------------- | -------------------------------- | -------------------------------- | -------------------------------- |
|                                     | PP / PTB / PRB                        | 42.644                           | 22,3 / 100,0                     | —                                | 4 / 15                           | —                                |
| PP                                  | 28.811                                | 15,1 / 100,0                     | 1.6%                             | 2 / 15                           | 1                                |                                  |
| PTB                                 | 9.461                                 | 5,0 / 100,0                      | 6.0%                             | 1 / 15                           | 1                                |                                  |
| PRB                                 | 4.372                                 | 2,3 / 100,0                      | 2.3%                             | 1 / 15                           | 1                                |                                  |
|                                     | PT                                    | 37.251                           | 19,6 / 100,0                     | 0.1%                             | 4 / 15                           | 1                                |
|                                     | Unidos pela Mudança (DEM / PMDB)      | 26.970                           | 14,1 / 100,0                     | —                                | 3 / 15                           | —                                |
| DEM                                 | 13.865                                | 7,3 / 100,0                      | 1.3%                             | 1 / 15                           | 1                                |                                  |
| PMDB                                | 13.105                                | 6,9 / 100,0                      | 3.6%                             | 2 / 15                           | 0                                |                                  |
|                                     | PPS / PR                              | 23.697                           | 12,4 / 100,0                     | —                                | 2 / 15                           | —                                |
| PPS                                 | 21.346                                | 11,2 / 100,0                     | 2.8%                             | 2 / 15                           | 1                                |                                  |
| PR                                  | 2.351                                 | 1,2 / 100,0                      | 1.2%                             | 0 / 15                           | 1                                |                                  |
|                                     | Aliança com o Povo (PSDB / PHS / PTC) | 17.294                           | 9,1 / 100,0                      | —                                | 1 / 15                           | —                                |
| PSDB                                | 16.689                                | 8,7 / 100,0                      | 3.4%                             | 1 / 15                           | 1                                |                                  |
| PHS                                 | 583                                   | 0,3 / 100,0                      | 0.4%                             | 0 / 15                           | 0                                |                                  |
| PTC                                 | 22                                    | 0,0 / 100,0                      | 0.0%                             | 0 / 15                           | 0                                |                                  |
|                                     | PDT                                   | 14.859                           | 7,8 / 100,0                      | 1.6%                             | 1 / 15                           | 1                                |
|                                     | PSB                                   | 11.218                           | 5,9 / 100,0                      | 2.2%                             | 0 / 15                           | 1                                |
|                                     | PCdoB                                 | 7.909                            | 4,1 / 100,0                      | 3.1%                             | 0 / 15                           | 0                                |
|                                     | PV                                    | 6.535                            | 3,4 / 100,0                      | 3.0%                             | 0 / 15                           | 0                                |
|                                     | PSOL                                  | 1.939                            | 1,0 / 100,0                      | 1.0%                             | 0 / 15                           | 0                                |
|                                     | PMN                                   | 436                              | 0,2 / 100,0                      | 1.9%                             | 0 / 15                           | 0                                |
|                                     | PSC                                   | 44                               | 0,0 / 100,0                      | —                                | 0 / 15                           | 0                                |
|                                     | PTN                                   | 27                               | 0,0 / 100,0                      | —                                | 0 / 15                           | 0                                |
|                                     | PTdoB                                 | 9                                | 0,0 / 100,0                      | —                                | 0 / 15                           | 0                                |
| Votos válidos                       | Votos válidos                         | 190.932                          | 100,0 / 100,0                    | —                                | 15 / 15                          | 0                                |
| Votos válidos                       | Votos válidos                         | 190.932                          | 93,2 / 100,0                     |                                  |                                  |                                  |
| Votos em branco                     | Votos em branco                       | 9.088                            | 4,4 / 100,0                      |                                  |                                  |                                  |
| Votos nulos                         | Votos nulos                           | 4.813                            | 2,3 / 100,0                      |                                  |                                  |                                  |
| Comparecimento                      | Comparecimento                        | 204.833                          | 100,0 / 100,0                    |                                  |                                  |                                  |
| Comparecimento                      | Comparecimento                        | 204.833                          | 84,2 / 100,0                     |                                  |                                  |                                  |
| Abstenções                          | Abstenções                            | 38.383                           | 15,8 / 100,0                     |                                  |                                  |                                  |
| Eleitorado apto                     | Eleitorado apto                       | 243.216                          | 100,0 / 100,0                    |                                  |                                  |                                  |
| Quociente eleitoral                 | Quociente eleitoral                   | 12.728,8                         |                                  |                                  |                                  |                                  |

#### Vereadores eleitos
| Candidatos         | Nº    | Partido | Votos | %    |
| ------------------ | ----- | ------- | ----- | ---- |
| José Sinzenando    | 23123 | PPS     | 8.498 | 4,45 |
| Miriam Marroni     | 13613 | PT      | 5.719 | 3,00 |
| Eduardo Macluf     | 11630 | PP      | 5.470 | 2,86 |
| Idemar Barz        | 14789 | PTB     | 4.669 | 2,45 |
| Milton Martins     | 13611 | PT      | 4.185 | 2,19 |
| Eduardo Leite      | 45045 | PSDB    | 4.095 | 2,14 |
| José Artur         | 11611 | PP      | 3.800 | 1,99 |
| Ademar Ornel       | 25123 | DEM     | 3.432 | 1,79 |
| Waldomiro Lima     | 10300 | PRB     | 3.336 | 1,75 |
| Pedro da Silva     | 15699 | PMDB    | 3.312 | 1,73 |
| Adalim Medeiros    | 15613 | PMDB    | 3.284 | 1,72 |
| Ivan Duarte        | 13513 | PT      | 2.954 | 1,55 |
| Diarone dos Santos | 13646 | PT      | 2.226 | 1,17 |
| José Jesus         | 12040 | PDT     | 2.121 | 1,11 |
| Luís Nogueira      | 23007 | PPS     | 1.818 | 0,95 |

Não eleitos com mais votos que o 15º eleito, não eleito por regras eleitorais.
1. José Paladini (Catarina) (PCdoB) (6.722)
2. Claudio Insaurriaga (Cururu) (PV) (5.629)